# Space Launch System
Space Launch System (скор. SLS, укр. Система космічних запусків) — надважка ракета-носій США для пілотованих експедицій за межі навколоземної орбіти, розроблюється НАСА замість РН «Арес-5», що була скасована разом із програмою «Сузір'я» і повинна замінити програму Спейс Шаттл. Перший запуск «Артеміди-1» відбувся 16 листопада 2022 року.
Планується, що за масою вантажів, що виводяться на навколоземні орбіти, SLS буде найпотужнішою діючою ракетою-носієм до часу свого першого старту, а також четвертою у світі і другою в США РН надважкого класу — після «Сатурн V», яка використовувалася в програмі «Аполлон» для запуску кораблів до Місяця, і радянських Н-1 та «Енергія». Ракета виводитиме в космос пілотований корабель «Оріон».
SLS буде виводити 70 тонн вантажу на орбіту. Також, конструкція ракети-носія передбачає можливість збільшення цього параметру до 130 тонн. Система конструюється з можливістю модернізації до більш потужних варіантів ракети. Версія ракети з Block 1 дасть змогу піднімати на НОО близько 70 метричних тонн, після модернізації ракети до Block 1B і модернізованого ступеня Exploration Upper Stage цей показник буде збільшений. У конструкції з використанням Block 2 прискорювачі, які застосовувались також і на Спейс Шаттлах, будуть замінені на модернізовані і планується, що в цьому варіанті, ракета здатна буде вивести на НОО 130 метричних тонн корисного навантаження. Ці модернізації дадуть змогу SLS доставляти астронавтів і обладнання в різних варіантах за НОО: на навколомісячну траєкторію як частину місії Exploration Mission 1 з Block 1, до астероїда біля Землі під час місії Exploration Mission 2 з Block 1B і до Марса з Block 2. Система космічних запусків запустить пілотований «Оріон» і сервісний модуль і буде здатна здійснювати місії до МКС. SLS буде використовувати наземні комплекси Космічного центру Кеннеді у Флориді.
Під час презентації Сенату і НАСА в вересні 2011 року, було оголошено, що розробка програми Системи Космічних Запусків оцінюється в $18 млрд до 2017 року. Витрати на ракету-носій складають $10 млрд, на «Оріон» $6 млрд і $2 млрд на модернізації запусків і наземних комплексів у Космічному центрі Кеннеді. Вартість програми станом на 2012 рік оцінюється в $35 млрд

## Конструкція і розробка

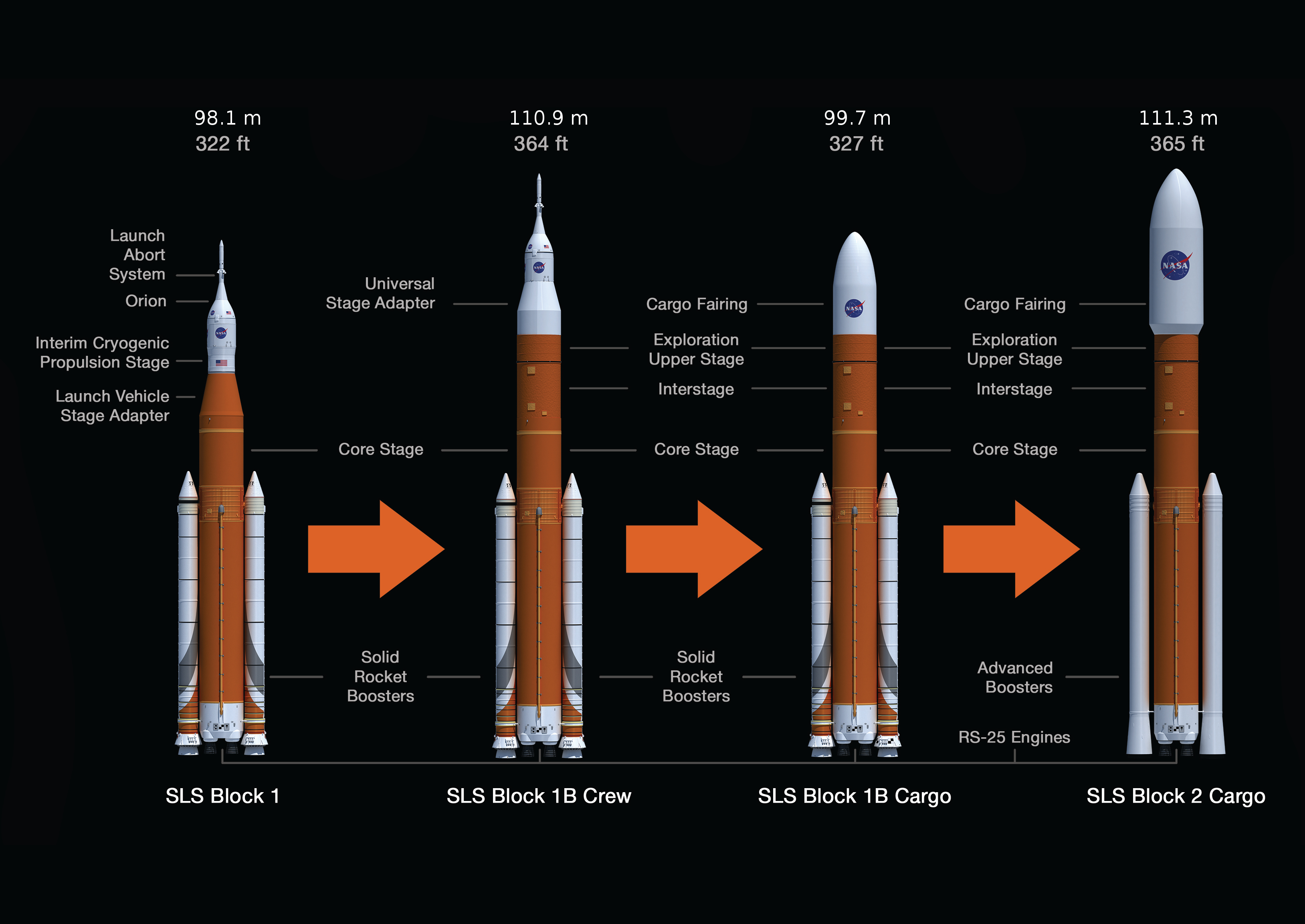
Шлях модернізації SLS

14 вересня 2011 року НАСА оголосила про створення нової системи запусків, яка використовуватиметься у зв'язці з «Оріоном» і яка зможе відправити астронавтів далі, ніж будь-яка ракета до цього. Ця система буде наріжним каменем для подальших космічних досліджень США.
Планується розробити три версії ракети: Block 1, Block 1B та Block 2. Кожна версія матиме в основній частині чотири головні двигуни, проте Block 1B матиме більш потужний другий ступінь — Exploration Upper Stage, а Block 2 поєднає у своїй конструкції Exploration Upper Stage і модернізовані прискорювачі. Block 1 у базовій конструкції зможе виводити на низьку навколоземну орбіту (НОО) близько 70 метричних тонн, а Block 1B матиме вантажопідйомність 105 метричних тонн. Версія Block 2 зможе підіймати 130 метричних тонн, як і «Сатурн V». Деякі джерела повідомляють, що SLS стане найбільшою за вантажепідйомністю ракетою за весь час; хоча «Сатурн V» піднімав 140 метричних тонн на НОО в місії «Аполлон-17».
Під час розробки SLS різні конфігурації мають: Block 0 — три головних двигуни, варіант Block 1A матиме модернізовані прискорювачі замість другого ступеня, а Block 2 з 5 головними двигунами і різними варіантами другого ступеня, Earth Departure Stage з трьома двигунами J-2X. У лютому 2015 року було повідомлено, що НАСА анонсувала модернізовану версію для конфігурацій Block 1 і Block 1B. 31 липня 2013 року SLS пройшла попередній конструкторський огляд. Огляд охопив усі аспекти конструкції SLS — не тільки ракету, а й прискорювачі, наземний комплекс. 7 серпня 2014 року SLS пройшла важливий етап, і вступила у етап повномасштабної розробки. Передбачався перший запуск ракети у листопаді 2018 року.

## Опис

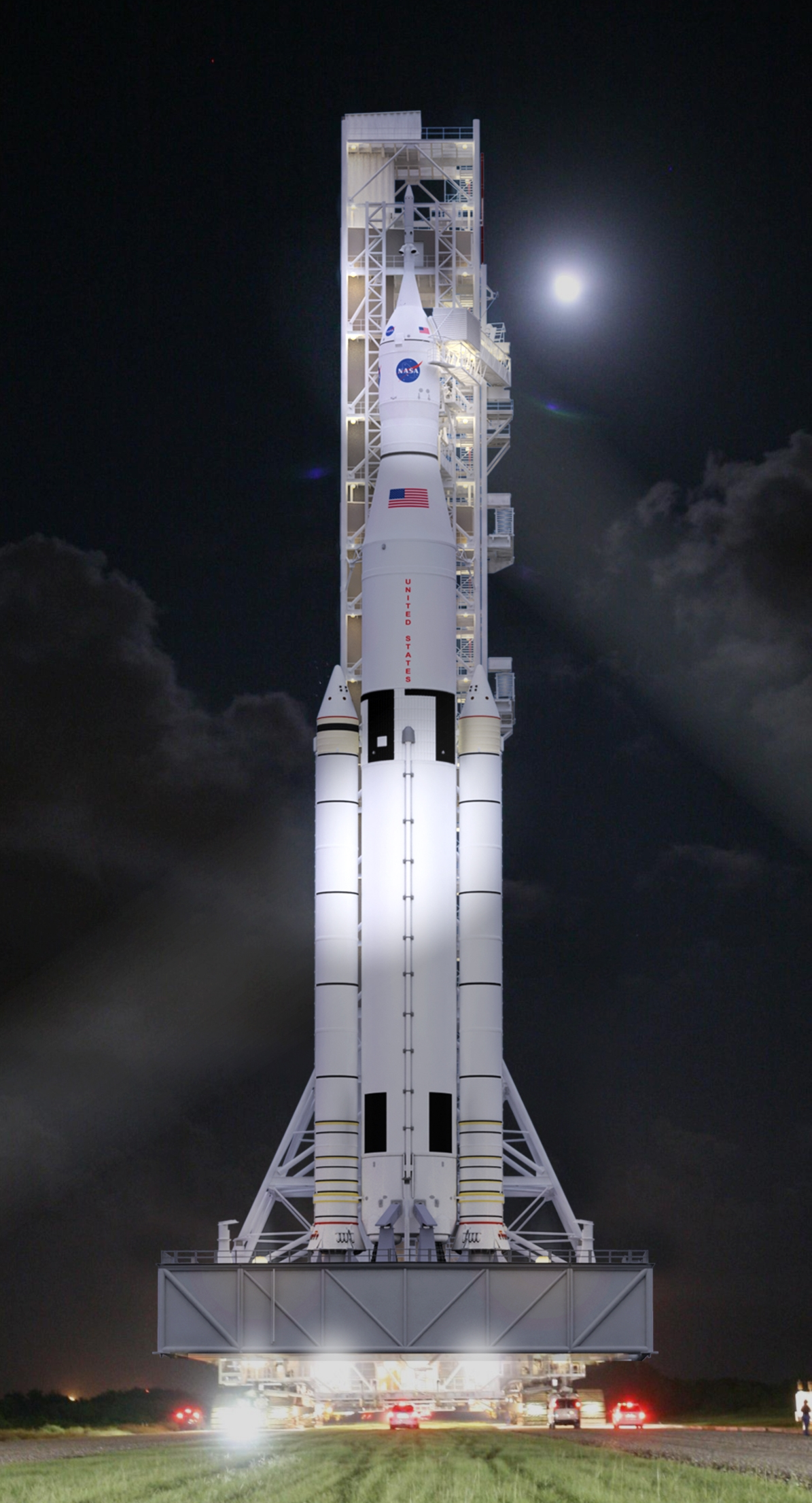
Застарілий концепт SLS. У чорно-білому варіанті.

### Основний ступінь
Основний модуль матиме 8,4 м у діаметрі і комплектуватиметься чотирма двигунами RS-25 початкові польоти відбуватимуться на модернізованих двигунах RS-25D, які залишились від Спейс Шаттлів; Пізніше запуски будуть здійснюватись дешевшими версіями двигунів, не призначених для повторного використання. Конструкція основного ступеня складається з модернізованого паливного бака Спейс Шаттла (Shuttle External Tank) з адаптованою секцією в кормовій частині для приєднання Main Propulsion System (MPS) і верхня частина з перехідною частиною для приєднання інших варіантів конструкції. Основний ступінь буде виготовлятись на потужностях Michoud Assembly Facility.
Основний ступінь буде підтримувати всі варіанти подальшої модернізації SLS. Планувалось у конфігурації Block 0 використати три двигуни RS-25, цей блок був скасований, у зв'язку з необхідністю суттєвої переробки для більш потужних варіантів. Аналогічно з Block 2, на який планувалось встановити п'ять двигунів RS-25 на основному ступені, але пізніше було вирішено встановити чотири двигуни.

### Ракетні прискорювачі

#### Твердопаливні ракетні прискорювачі Спейс Шаттла
SLS у конфігурації Blocks 1 та 1B використовуватиме два п'ятисегментних Твердопаливних ракетних прискорювачі (ТРП), які базуються на чорирьохсегментних ракетних прискорювачах зі «Спейс Шаттла». Модифікації для SLS включають додавання центрального сегменту в прискорювач, нову авіоніку, і нову ізоляцію, яка на 860 кг легше ніж у прискорювачі шаттла. П'ятисегментний прискорювач матиме на 25 % більший імпульс ніж прискорювач з шаттла і не буде багаторазовим.
Компанія Orbital ATK завершила чотири повнорозмірні і тривалі статичні вогневі тести п'ятисегментного ТРП. Двигуни були протестовані вперше 10 вересня 2009 року: вдруге — 31 серпня 2010 року; і втретє 8 вересня 2011 року. Другі випробування двигуна охолодили рухову установку до 4 °C, треті нагріли її до 32 °C. Ці тести довели придатність до роботи в екстремальних умовах. Кваліфікаційні тести відбулись 10 березня 2015 року.

#### Вдосконалені прискорювачі

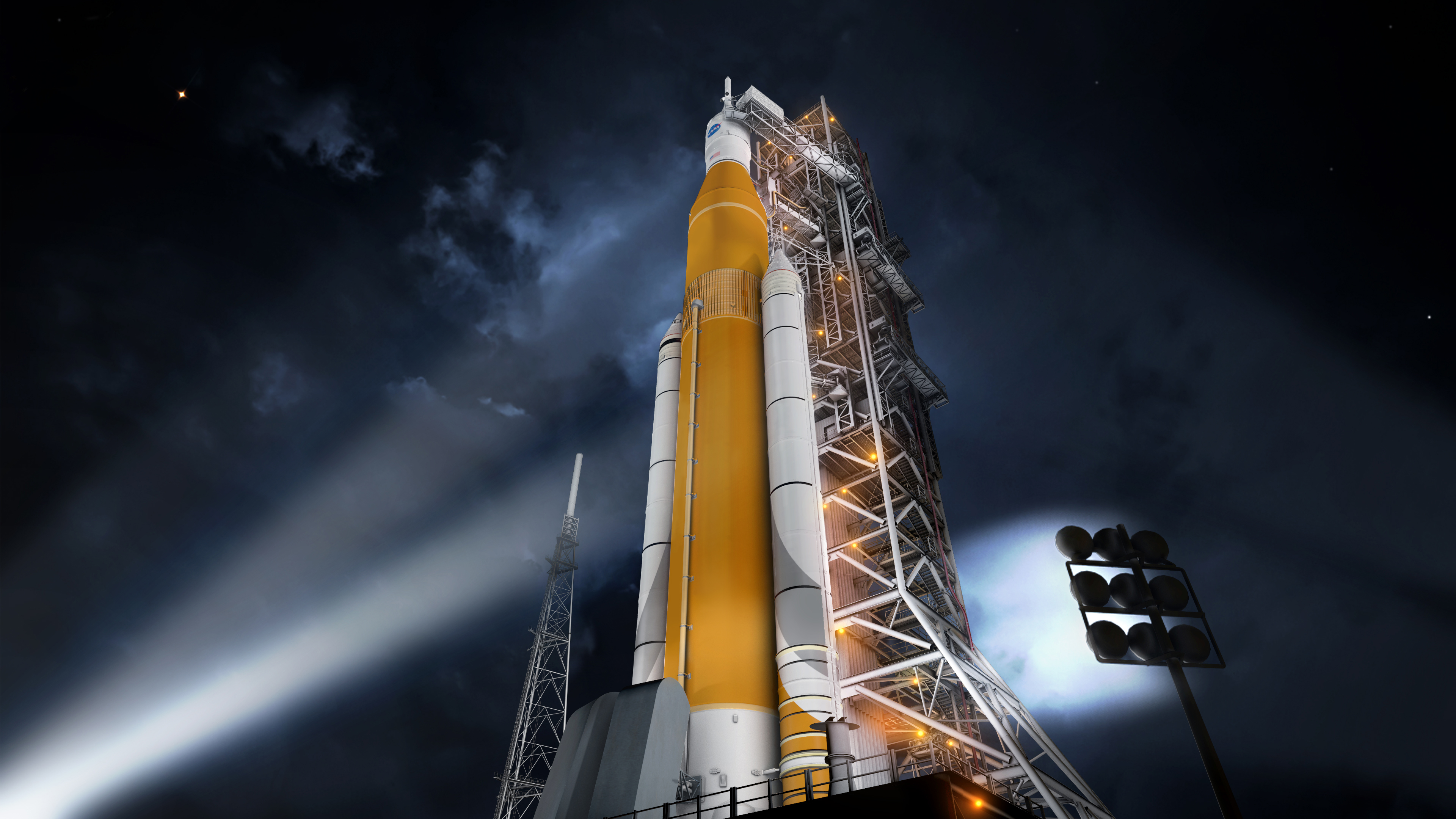
SLS в уяві художника на стартовому майданчику

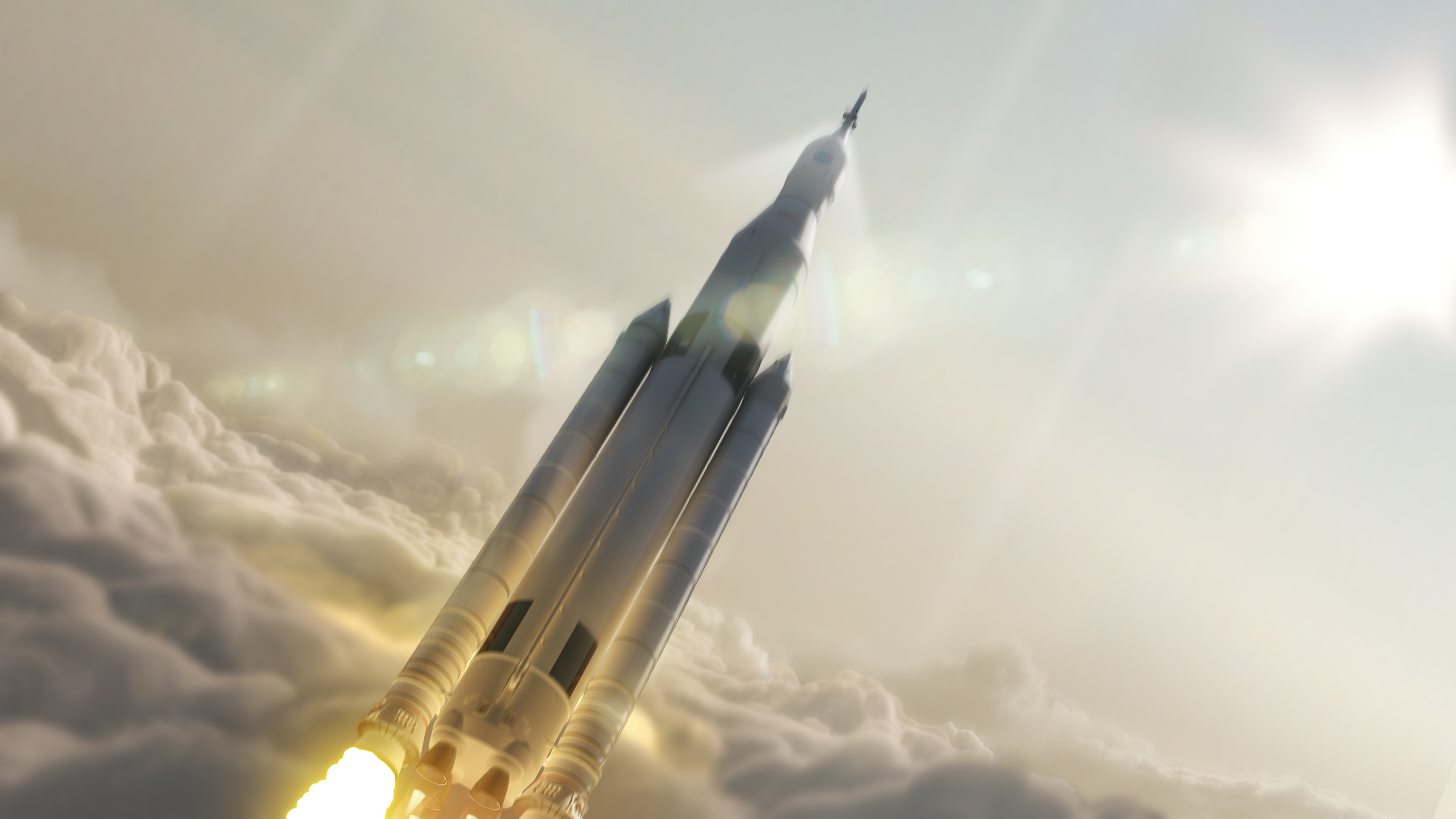
Блок 1 SLS в уявленні художника

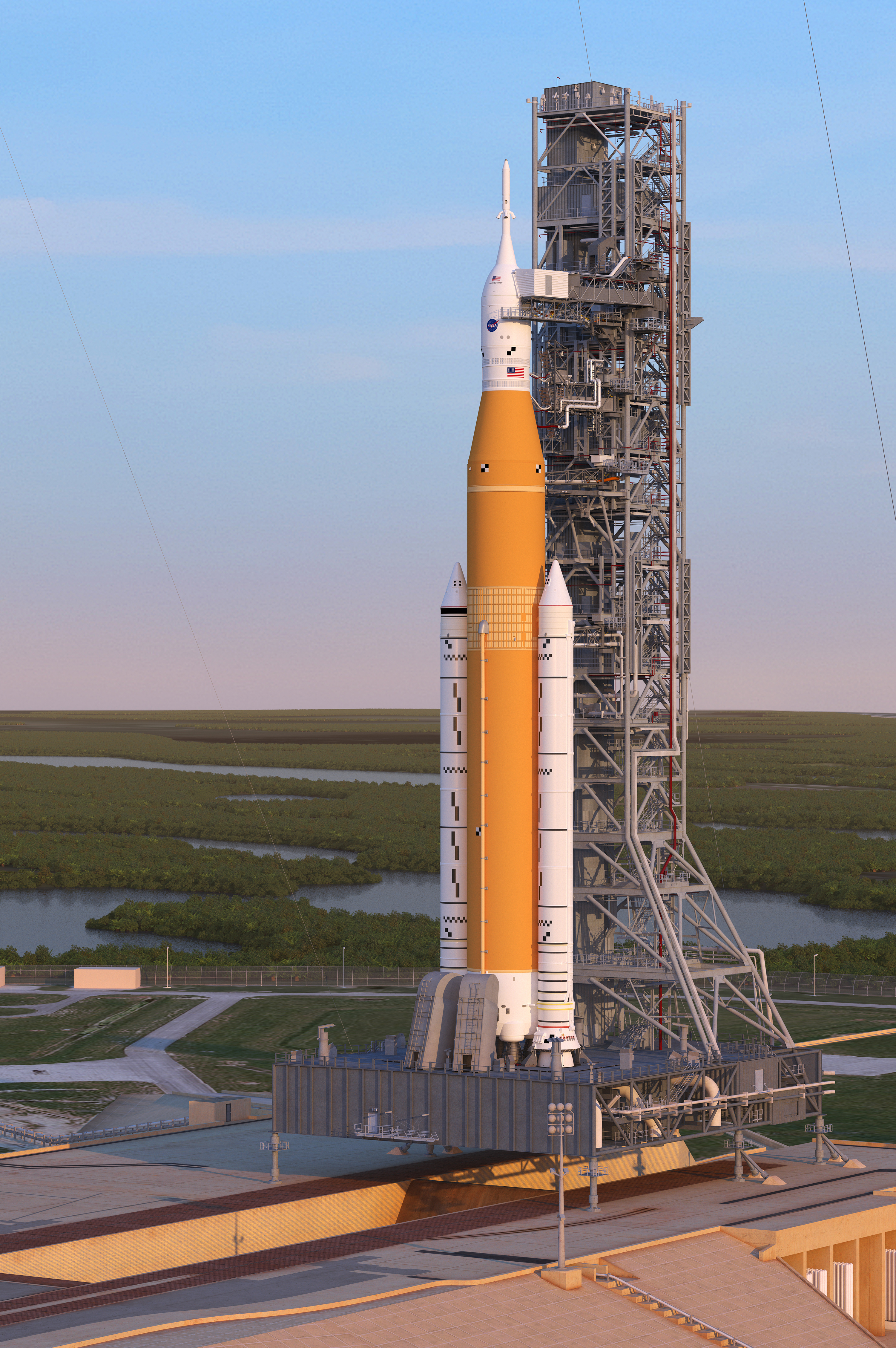
Художнє відтворення запуску SLS

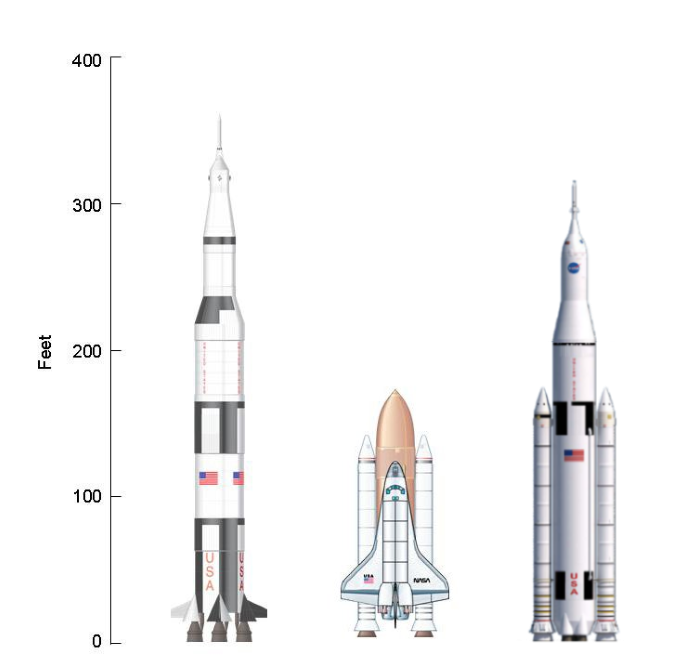
Порівняння «Сатурна V», «Спейс Шаттл» і SLS

Для компонування Block 2 НАСА планує замінити п'ятисегментні твердопаливні прискорювачі на вдосконалені. Це відбудеться після розробки Exploration Upper Stage для конструкції Block 1B. Раніше планувалось розробити вдосконалені прискорювачі до модернізації другої ступені; ця конфігурація була названа Block 1A. У 2012 році НАСА планувала вибрати ці нові прискорювачі на конкурсі, який буде проведений у 2015 році. Кілька компаній запропонували свої модернізовані прискорювачі:
- Компанія Aerojet разом з Teledyne Brown запропонувала прискорювач оснащений трьома двигунами AJ1E6, які будуть працювати на рідинному ракетному двигуні замкнутої схеми, використовуючи за паливо рідкий кисень/RP-1. Кожен AJ1E6 вироблятиме тягу в 4900 кН використовуючи один турбонасос для постачання палива до двох камер згоряння[40]. 14 лютого 2013 року НАСА видала компанії Aerojet $23,3 млн і уклала 30 місячний контракт на будівництво 2400 кН інжектора і камери згоряння[41].
- Компанія АТК пропонує модернізовані прискорювачі під назвою «Темний лицар». Прискорювач буде виготовлений не зі сталі, а з композитного матеріалу, він також використовуватиме більш енергоємне паливо, і матиме чотири сегменти[42]. Прискорювач вироблятиме тягу в 20 000 кН і важитиме близько 790 000 кг. Відповідно до звіту компанії АТК, модернізовані прискорювачі будуть на 40 % дорожчі, ніж прискорювачі з шаттла. Сумнівно, що SLS зможе доставити 130 тонн на НОО без додавання п'ятого двигуна до основного ступеня[22], аналіз у 2013 році дав змогу припустити, що максимальна вантажепідйомність ракети складе 113 тонн з чотирма двигунами основного ступеня[43].
- Компанії Pratt & Whitney Rocketdyne і Dynetics пропонують рідкопаливні прискорювачі під назвою «Pyrios»[44]. Прискорювачі будуть використовувати два двигуни F-1B, які разом вироблятимуть тягу в 16 000 кН, і здатні виробляти тривалу тягу мінімум у 12 000 кН. F-1B походить від двигуна F-1, який використовувався на Сатурні V. Двигун буде легший у збірці, у нього буде менша кількість частин і простіше збирання[45], забезпечуючи покращення ефективності тяги на 110 кН[46]. Оцінка прискорювачів «Pyrios» станом на 2012 рік засвідчила, що при використанні в SLS варіанту Block 2 можливе виведення на НОО до 150 тонн корисного навантаження, це на 20 тонн більше ніж передбачалось базовою конструкцією[47].

Крістофер Крамблі, менеджер НАСА з відділу модернізацій SLS в січні 2013 року розповів щодо конкурсу: «F-1 має великі переваги, тому що це двигун з рідинним ракетним двигуном відкритого циклу і він має дуже просту конструкцію. Рідинний ракетний двигун замкнутої схеми з кисневим збагаченням компанії Aerojet має значні переваги через більший питомий імпульс. Російські ракети літають на збагаченому киснем паливі вже дуже тривалий час, і вони довели свою працездатність. Прискорювачі АТК можуть працювати.»
Подальші випробування засвідчили що конфігурація Block 1A матиме високе прискорення, яке буде невідповідним для «Оріона» і тому знадобиться дорога модернізація основної частини Block 1. У 2014 році НАСА підтвердила розробку конфігурації Block 1B замість Block 1A і завершила конкурс. У лютому 2015 року було повідомлено, що SLS здійснить політ з п'ятисегментними прискорювачами не раніше 2020-х років і модернізації стартового майданчика 39B і мобільної пускової платформи для SLS.

### Верхній ступінь

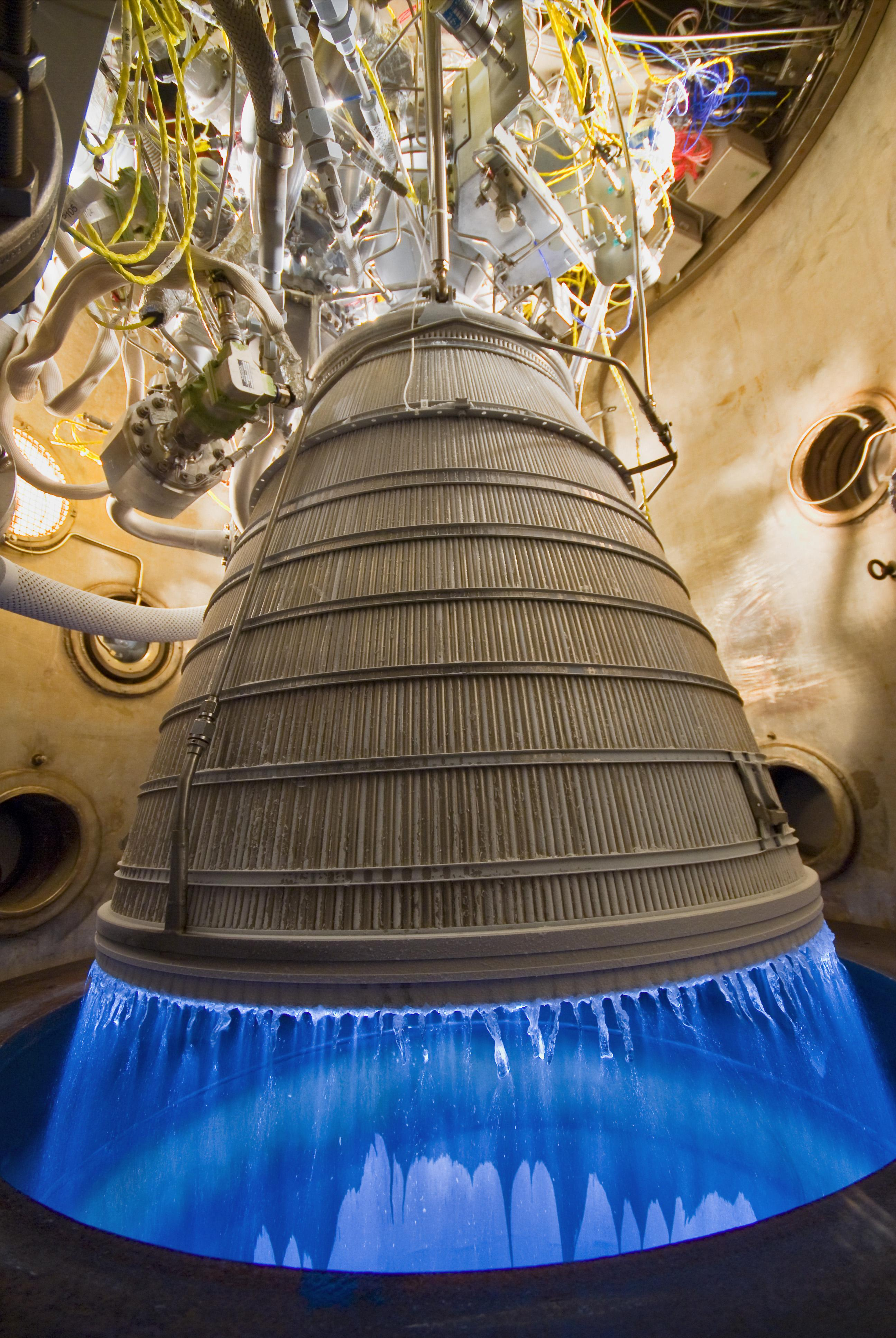
Двигун RL10, який буде використовуватись на обох варіантах верхнього ступеня SLS

#### Interim Cryogenic Propulsion Stage
SLS в компонуванні Block 1, який планується відправити у політ Exploration Mission 1 (EM-1) до листопада 2018 року, використовуватиме Interim Cryogenic Propulsion Stage (ICPS). Ступінь — це модифікована версія від п'ятиметрового другого ступеня Delta Cryogenic Second Stage (DCSS), яка матиме один двигун RL10B-2. Block 1 матиме змогу піднімати 70 метричних тонн, однак ICPS вважатиметься частиною корисного навантаження і буде розміщений на початкові 1800 км -93 км суборбітальної траєкторії для забезпечення безпечного віддалення основного ступеня. ICPS буде працювати до досягнення апогею польоту, після чого відправить непілотований «Оріон» на навколомісячну орбіту.

#### Exploration Upper Stage
Цей ступінь буде застосований під час місії Exploration Mission 2 (EM-2). Очікується, що він буде використовуватись у конфігурації Block 1B і Block 2 і як і основний ступінь матиме 8,4 м у діаметрі. Exploration Upper Stage буде оснащений чотирма двигунами RL10, і завершить підйомний етап SLS, після повторного включення двигунів відправить корисне навантаження в пункт призначення за НОО, схожу функцію виконував третій ступінь Сатурна-V, який використовував двигуни J-2 в ступені S-IVB.

#### Інші підйомні ступені
- Earth Departure Stage(інші мови) другий ступінь, має двигун J-2X[56][57] для використання в Block 2 SLS, НАСА вирішила покращити Block 1A замість Block 1B і EUS[55].
- Розробка двигуна для міжпланетного перельоту від Землі до орбіти Марса і назад почалась у 2013 році в космічному центрі Маршала. Акцент робився на розробку термоядерного ракетного двигуна[58]. Під час випробувань, було доведено, що цей двигун у два рази ефективніший за більшість хімічних ракетних двигунів, вони також швидше та можуть нести більше корисного навантаження. Час польоту був оцінений близько 3—4 місяців з ядерними двигунами[59], проти 8—9 місяців з хімічними ракетними двигунами[60], двигуни на ядерному паливі, значно зменшили би загрозу екіпажу від космічного випромінення[61][62][63][64]. Ядерні ракетні двигуни, як-от NERVA(інші мови) з Project Rover(інші мови) були обрані під час обговорення місії Mars Direct[62][65][66][67].
- У 2013 році НАСА і Boeing проаналізували показники кількох варіантів другого ступеня. Аналіз базувався на можливості другого ступеня мати 105 метричних тонни палива, окрім як для Block 1 і ICPS, які будуть мати лише 27,1 метричні тонни. Були досліджені верхній ступінь ICPS і інші підйомні ступені, які використовують чотири двигуни RL10, два двигуни MB60 і один двигун J-2X[68]. У 2014 році НАСА розглянула використання європейського двигуна Vinci замість RL10. Двигун Vinci має такий самий імпульс, але він на 64 % має більшу силу тяги, що дасть змогу скоротити на один чи два кількість двигунів у другому ступені з тими самими характеристиками і меншою ціною[69][70].

Дослідження космічними апаратами Європи отримає нові можливості з використанням конфігурації Block 1B SLS.

## Виготовлення
У середині листопада 2014 року розпочалось будівництво першої SLS, використовуючи потужності Michoud Assembly Facility, НАСА, де будуть зібрані важливі частини SLS.
SLS має високу стійкість і зможе витримати 13 циклів заправлення паливом і інші затримки перед запуском. Зібрана ракета буде знаходитись на стартовому майданчику мінімум 180 днів і зможе залишатись 200 днів без розбирання.
У січні 2015 НАСА розпочала тести двигуна RS-25 для SLS.

## Вартість програми і фінансування
У серпні 2014 програма SLS перейшла ключовий момент і розпочала повномасштабну розробку, кошти, які були виділені з лютого до запуску в вересні 2018 року склали $7,021 млрд. Модернізація і будівництво необхідних наземних комплексів скласть близько $1,8 млрд за той самий період. На лютий 2015 очікується, що космічний корабель «Оріон» перейде до повномасштабної розробки в першій половині 2015 року.
Під час спільної презентації Сенат — НАСА у вересні 2011 року, було підраховано, що програма SLS потребує $18 млрд до 2017 року для проектування і розробки ракети. $10 млрд на SLS, $6 млрд на корабель «Оріон» і $2 млрд на модернізацію стартового майданчика і інших наземних комплексів Космічного центру Кеннеді. За словами Буза Алена Гамільтона, названі цифри виглядають оптимістично. У неофіційному звіті НАСА названі кошти на програму до 2025 року загалом не менше $41 млрд для чотирьох 70 тонних запуски (1 непілотований, 3 пілотованих), 130 тонна версія буде готова до польоту не раніше 2030 року.
Команда з дослідження людиною космосу за НОО підрахувала, що кошти на конфігурацію Block 0 будуть складати $1,6 млрд, а на Block 1 — $1,86 млрд у 2010 році. Однак, відтоді розробка Block 0 SLS була зупинена наприкінці 2011 року, а конструкція не була завершена. The Space Review оцінила кожен запуск в $5 млрд, залежно від конфігурації запуску. НАСА анонсувала в 2013 році, що ЄКА побудує Сервісний модуль Оріона.
Заступник менеджера проекту SLS (НАСА) з Космічного центру польотів Маршала, Алабама, Джоді Сінгер заявив, що на вересень 2012 року $500 млн за один запуск SLS — це прийнятна вартість, з відносно невеликою залежністю вартості від здатності ракети. Для порівняння, вартість запуску Сатурна-V становила $185–189 млн у 1969—1971 роках, це приблизно $1,2 млрд на 2014 рік.
У липні 2014 року Рахункова палата США зробила заяву, що SLS не буде запущений наприкінці 2017 як планувалось, бо НАСА не отримала відповідного фінансування.
У 2015 році НАСА отримала для програми SLS $1,7 млрд від конгресу США, це на $320 млн більше, ніж було рекомендовано адміністрацією Обами.
26 серпня 2024 року, згідно з новим звітом Національного управління з аеронавтики та дослідження космічного простору США, оцінна вартість тільки вежі на стартовому майданчику, становить $2,7 млрд. Збільшення вартості викликало подив, адже лише 5 років тому NASA уклало контракт з інженерною фірмою Bechtel на будівництво та постачання другої мобільної пускової установки (ML-2) за $383 млн, з терміном завершення робіт у березні 2023 року. Однак, не зважаючи, що цей термін минув, Bechtel ледве розпочала виробництво металоконструкцій. За оцінкою самого NASA, вартість проєкту вежі дорівнювала $1,8 млрд, а роботи мали завершитися у вересні 2027 року.

## Критика
Такі організації як Space Access Society, Space Frontier Foundation і Планетарне товариство вимагали закриття проекту, стверджуючи, що SLS поглине кошти інших проектів з бюджету НАСА і не зменшить витрати на запуск. Палата представників США, Дана Рорабахер та інші наголосили на спрямуванні коштів та прискорення розробки таких проектів, як Propellant depot і Commercial Crew Development. Дослідження, проведені НАСА і Технологічним інститутом Джорджії, показують, що це може виявитись дешевшою альтернативою
Інші пропонують використовувати ракети меншої потужності (Atlas V, Дельта IV, Falcon 9 або Falcon Heavy) з необхідними дозаправками за необхідністю, замість того, щоб повністю розробляти нову ракету-носій для космічних досліджень без конкурсу. Комісія Огустіна пропонує комерційну ракету, здатну виводити 75 метричних тонн за менші кошти, також зазначаючи, що ракета з вантажною підйомністю від 40 до 60 тонн може здійснювати дослідження Місяця.
Роберт Зубрін, засновник Марсіанського товариства, який є одним з авторів концепту Mars Direct, передбачає, SLS потребує для розробки $5 млрд. Проте він же не згоден, що США не потрібен носій надважкого класу. Ґрунтуючись на минулому досвіді ракет Falcon, Ілон Маск, зауважив у 2010 році, що він «персонально гарантує», що його компанія зможе побудувати концепт ракети-носія Falcon XX з можливістю виведення корисного навантаження в 140—150 тонн за $2,5 млрд і $300 млн буде коштувати кожен запуск, проте ця сума без витрат на вдосконалення верхнього ступеня. Mars Colonial Transporter, який розробляється компанією SpaceX, і матиме двигуни Raptor, також пропонують для виведення великих вантажів у 2020-х.
Член палати представників Том Макклінток і інші групи стверджують, що конгрес примусив НАСА використовувати компоненти шаттлів для SLS, це, за їхніми словами значить, що SLS неконкурентний. Супротивники важкої ракети-носія критично назвали її «Система запусків Сенату».
Філ Плейт висловив свою критику SLS в світлі пошуку компромісу між бюджетами Commercial Crew Development і SLS, він також посилався на попередню критику Лорі Гарвер. Гарвер, колишній заступник керівника НАСА, наголошувала на тому, що програму потрібно закрити. Крістофер К. Крафт молодший, легендарний керівник польотами програми Аполлон, також виказав критику SLS.

## План запусків
| # | Місія                                         | Позначення   | Ракета-носій | Екіпаж | Дата Запуску       | Результат   | Тривалість польоту | Примітки | Посилання                      |
| 1 | Space Launch System 1 / Exploration Mission 1 | SLS-1 / EM-1 | SLS Block I  | Ні     | Листопад 2021 року | Заплановано |                    | Відправлення непілотованого корабля «Оріон» навколо Місяця. Доставка апаратів Near-Earth Asteroid Scout, Lunar Flashlight, BioSentinel, Skyfire, Lunar IceCube і шістьох інших CubeSatів | [ 21 ] [ 51 ]                  |
| 2 | Space Launch System 2 / Exploration Mission 2 | SLS-2 / EM-2 | SLS Block IB | Так    | 2021—2023          | Заплановано |                    | Відправлення пілотованого корабля «Оріон» з 4 астронавтами на місячну орбіту | [ 54 ] [ 119 ] [ 120 ] [ 121 ] |

## Запропоновані місії
Деякі з запропонованих місій НАСА включають:
- Запасний варіант доставки астронавтів до МКС — одноразова місія з доставки до МКС чотирьох астронавтів у конфігурації Block 1 SLS з «Оріоном», без використання ступеня Interim Cryogenic Propulsion Stage якщо комерційні кораблі не зможуть виконати доставку. Ця потенційна місія була запропонована НАСА в 2010 році. Проте конфігурація Block 1 SLS з «Оріоном» буде коштувати дорожче і не є раціональним використанням цієї конфігурації. Тривалість місії 216 днів. 6 пілотованих днів. До 210 днів на МКС.
- Uranus orbiter and probe — запропонована місія компанією Боїнг, передбачається запуск космічного апарата до Урана. Ракета доставить невеличке корисне обладнання на орбіту Урана і спустить невеликий зонд в атмосферу планети. Місія дослідить атмосферу Урана, зробить магнітні та температурні та гравітаційні вимірювання під час прольоту супутників Урана[125][126].
- Titan Saturn System Mission — SLS був запропонований для запуску зонда на Сатурн і його супутники[127].
- Рекомендовані стратегічні місії:
  - Місії на ГПО — подвійний запуск поділений на 180 днів на ГПО. Перший запуск SLS доставить на орбіту вантажний транспортний засіб і Cryogenic Propulsion Stage, другий SLS доставить з Cryogenic Propulsion Stage корабель «Оріон». Обидва запуски матимуть сумарну масу близько 110 тонн.
  - Місії на Місяць. Можливі місії на Місяць відбудуться не раніше 2020-х з відправкою з точки Лагранжа і низької місячної орбіти на поверхню Місяця. Ці місії поєднали б комерційні і багатонаціональні аспекти на Місячній базі.
    - Місії на Місяць відбудуться не раніш ніж у 2020-х роках і будуть поділені на 2 запуски і 120 днів. Це будуть 19 денні місії з 7 днями на поверхні Місяця. Перший запуск SLS матиме Cryogenic Propulsion Stage і місячний спускний апарат, другий SLS з CPS і пілотованим кораблем «Оріон». Обидва вийдуть на низьку місячну орбіту до того, як буде приземлений спускний апарат. Запуски матимуть вагу близько 130 тонн і 108 тонн. Поточний опис місії: приземлення чотирьох астронавтів на поверхню Місяця в екваторіальній або полярній зоні і повернення їх на Землю. Очікується, що пілотування включатиме: маневри «Оріона» на НМО, безпілотна фаза «Оріона», маневри з наближення і стикування.

  - 5 місій до навколоземних астероїдів класифікуються варіанти від «мінімум» до «максимум». Серед них, дві місії НАСА планує здійснити біля навколоземних об'єктів у 2026 році. 155-ти денна місія до об'єкта 1999 AO10(інші мови), 304-денна місія до об'єкта 2001 GP2, 490-денна місія до потенційно небезпечного астероїда, як-от 2000 SG344, використовуючи два варіанти Block 1B SLS,[128] і місія, яка пропонується компанією Боїнг до NEA 2008 EV5 в 2024 році. Пізніше може відбутись місія Земля-Місяць використовуючи Exploration Gateway Platform(інші мови). Використовуючи третій ступінь SLS, політ триватиме близько 100 днів до астероїда, близько 30 днів для його дослідження, і 235 днів для повернення на Землю[129].
  - Місія на марсіанські супутники Фобос/Деймос, пілотована місія на один із супутників Марса. Місія триватиме 40 днів біля Марса, а повернення відбуватиметься з обльотом Венери.
  - Місія на Марс, пілотована місія з 4 або 6 астронавтами[130], тривалістю 540 днів на поверхні червоної планети в період з 2033—2045 рр. Місія складається зі збірки семи ракет SLS Block 2. Сім важких ракет-носіїв, три з яких матимуть ЯРД модулі, зістикуються на НОО в три окремі транспортні засоби для подорожі до Марса. Один з них матиме використання ресурсів in situ, створений з двох ракет-носіїв, один житловий транспортний засіб створений з корисного навантаження двох SLS і пілотований марсіанський транспортний засіб, відомий як «Коперник», складатиметься з корисного навантаження з трьох ракет SLS, запущених через місяць. Ядерні ракетні двигуни, як-от у проекті Project Rover(інші мови) були обрані на обговоренні варіантів польоту на Марс, такий тип двигуна задовольняє необхідним умовам — використовує відому технологію, має вищу ефективність роботи, невелику масу, має зручну конструкцію, простота збірки і великий потенціал[66][131].
- Інші запропоновані місії:
  - 2024+ Одиночна місія з повернення зразків з Марса на Землю за допомогою SLS. Пілотована місія з роботизованим апаратом у складі Mars Sample Return Mission запропонована групою з планування місій на Марс місія НАСА. Місія складається з: SLS-5, 105 тонна ракета з капсулою «Оріон», автоматичний апарат на сонячному живленні, марсіанський підйомний транспортний засіб. «Контейнер зі зразками може бути захоплений, оглянутий, поміщений у відправний модуль в автоматичному режимі. Зразки відправляться на Землю разом з пілотованим кораблем». Місія може також включати марсіанський зонд на сонячному живленні[132].
  - Місія з повернення зразків з Європи і Енцелада була також запропонована[133].
  - Deep Space Habitat НАСА планує використати частину обладнання МКС, досвід його використання і модулі для майбутніх місій до астероїдів, подорожі до точки Лагранжа і Марса[134].
  - Skylab II(інші мови). Місія запропонована Брендом Гріффіном, інженером компанії Gray Research Inc, який працює з НАСА. Він пропонує використати верхній ступінь SLS (паливний бак, у якому знаходився водень) для будівництва версії 21 століття Скайлеб для майбутніх місій на астероїди, точки Лагранжа L2 і Марса[135][136][137].
  - HAVOC пілотована місія на Венеру, яка може використовувати два запуски SLS Block 1B для відправки двох астронавтів для дослідження атмосфери Венери на один місяць, з поверненням на орбіту Землі за допомогою комерційного транспортного засобу або КК «Оріон»[138][139][140][141].
  - Місії SLS в оборонній галузі США. Ракета може використовуватись департаментом захисту США для запуску воєнних та секретних місій.
  - Комерційні запуски, як-от BA 330 також можуть бути запущені за допомогою SLS[126].
  - ATLAST. Компанія Боїнг запропонувала за допомогою SLS запустити телескоп ATLAST. Це має бути 8-метровий цільний телескоп або 16-метровий розкладний телескоп, для виведення в точку Лагранжа-2[125].
  - Місія з відхилення астероїда. SLS також може бути використана для захисту від астероїдів[126].

## Випробування
На початку 2021 р. повідомлено, що вогневі випробування двигунів основного ступеня надважкої ракети Space Launch System (SLS) перервано. Проблема виникла, коли двигуни знижували тягу зі 109 % до 95 %. У цей момент інженери відзначили «спалах» у тепловому захисті навколо четвертого двигуна

## Концепти

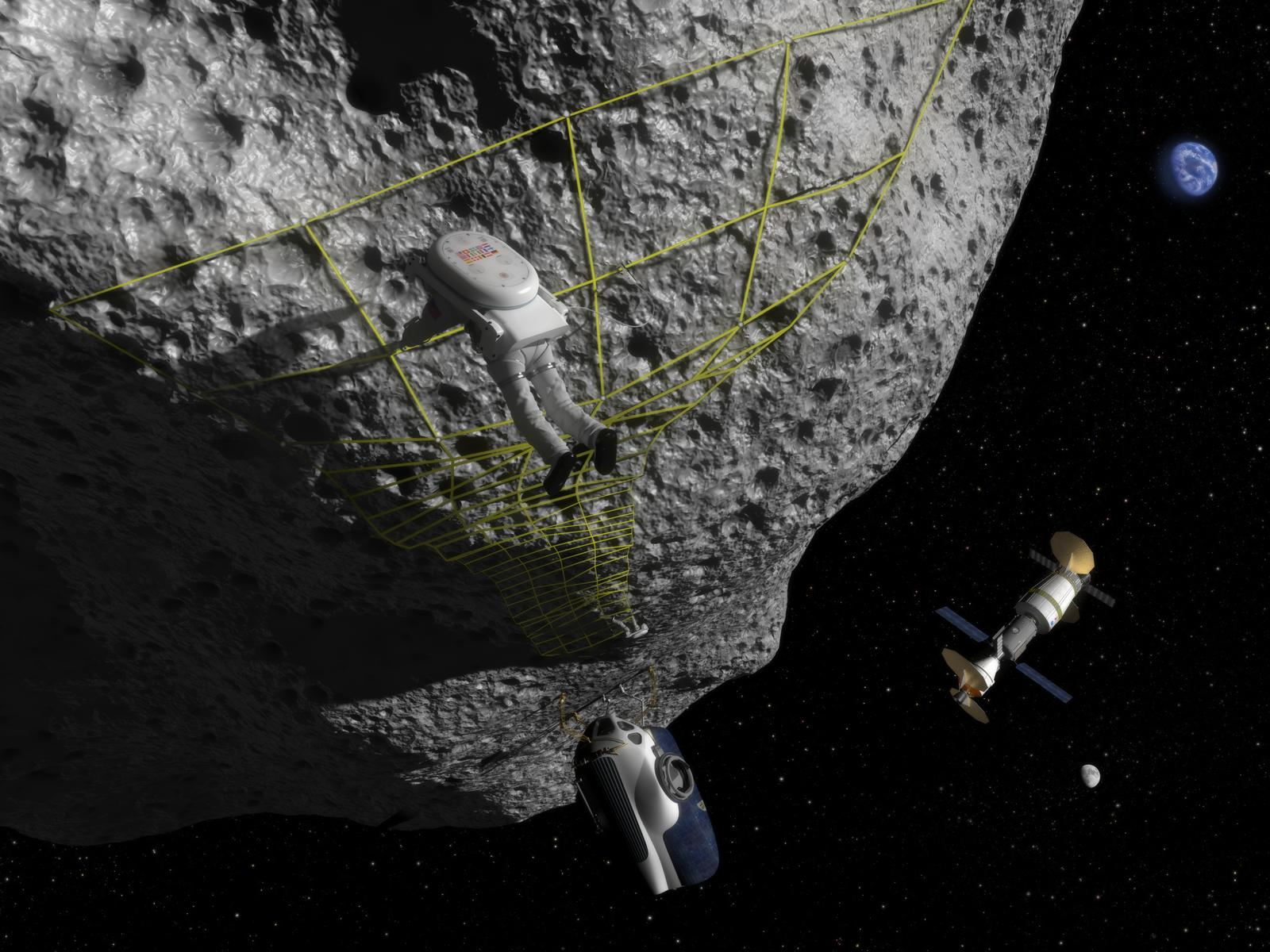
Робота астронавта під час Exploration Mission 2, який готує захоплення астероїда під час маневру на одному з навколоземних об'єктів. Space Exploration Vehicle біля нього з «Оріоном», який зістикований з Deep Space Habitat.
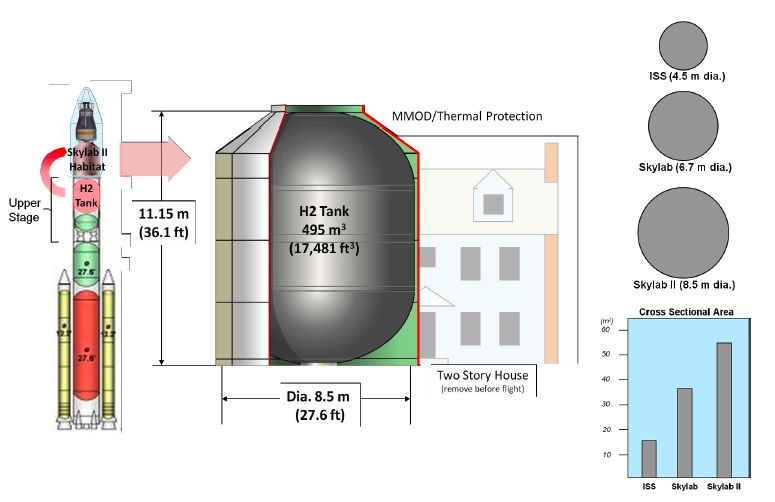
Одна з секцій житлового модуля Skylab II(інші мови) може бути зроблена з водневого баку від підйомного ступеня SLS Block 2, який схожий, проте більший за Скайлеб
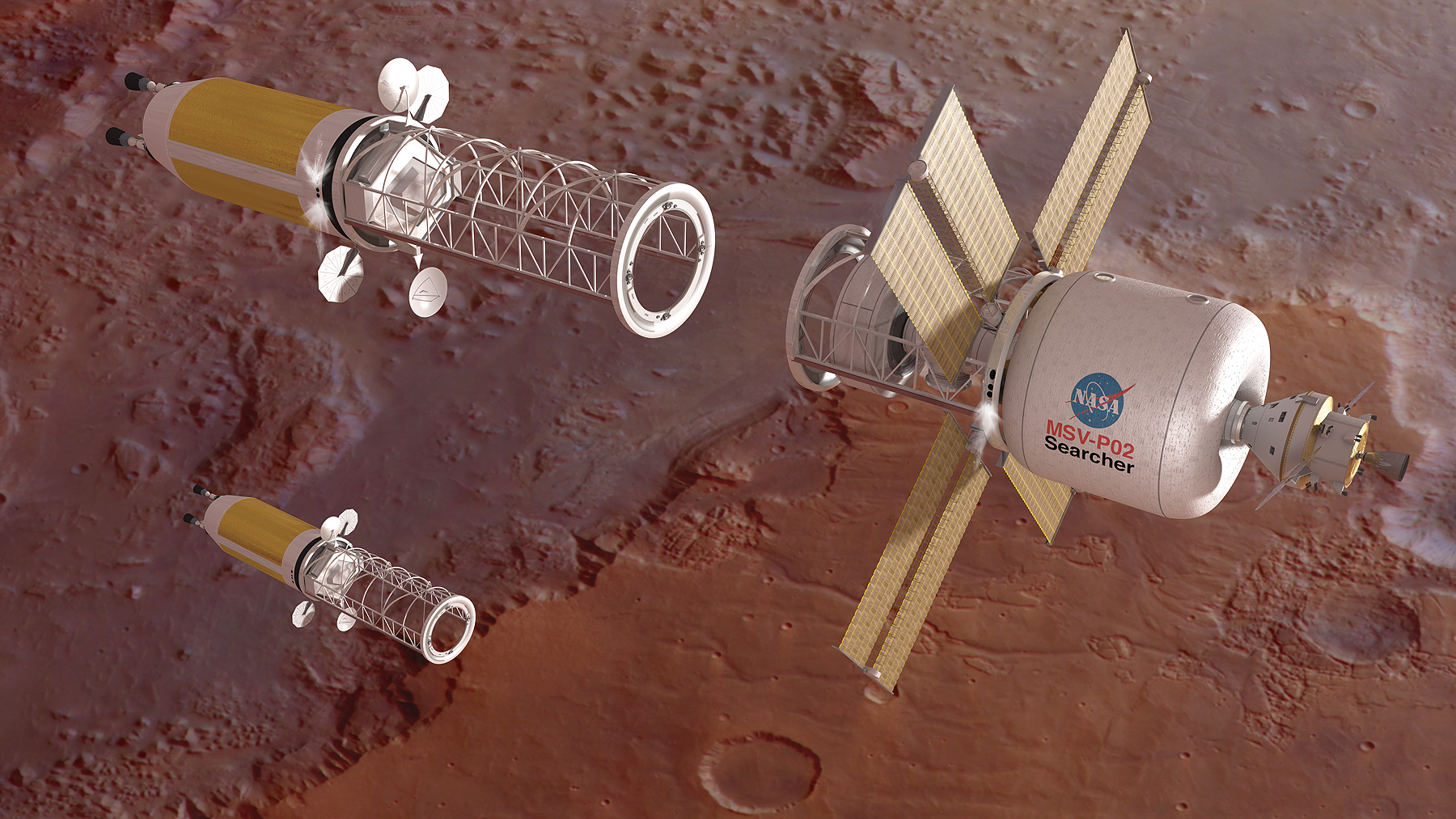
Запропонована місія з запуску телескопа ATLAST, його конструкція базується на 8-метровому монолітному дзеркалі. Для порівняння телескоп Ґаббл має 2,5 м головне дзеркало. Цей телескоп може бути доставлений лише ракетою-носієм з більшим, ніж 8-м обтічником
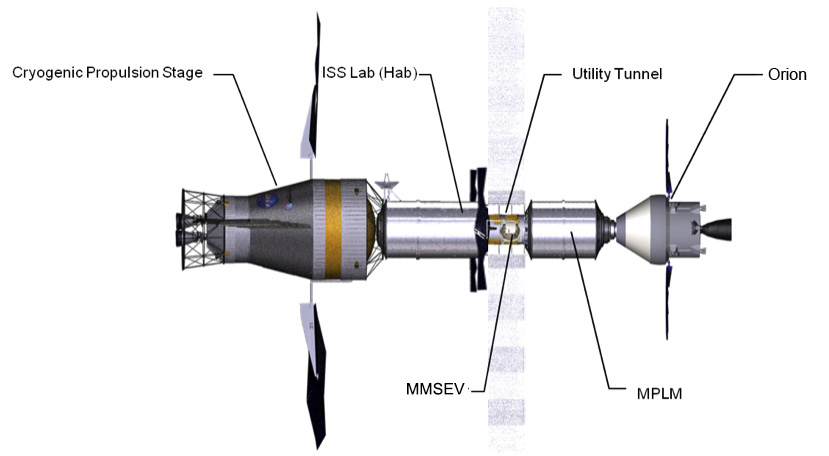
Deep Space Habitat в уяві художника
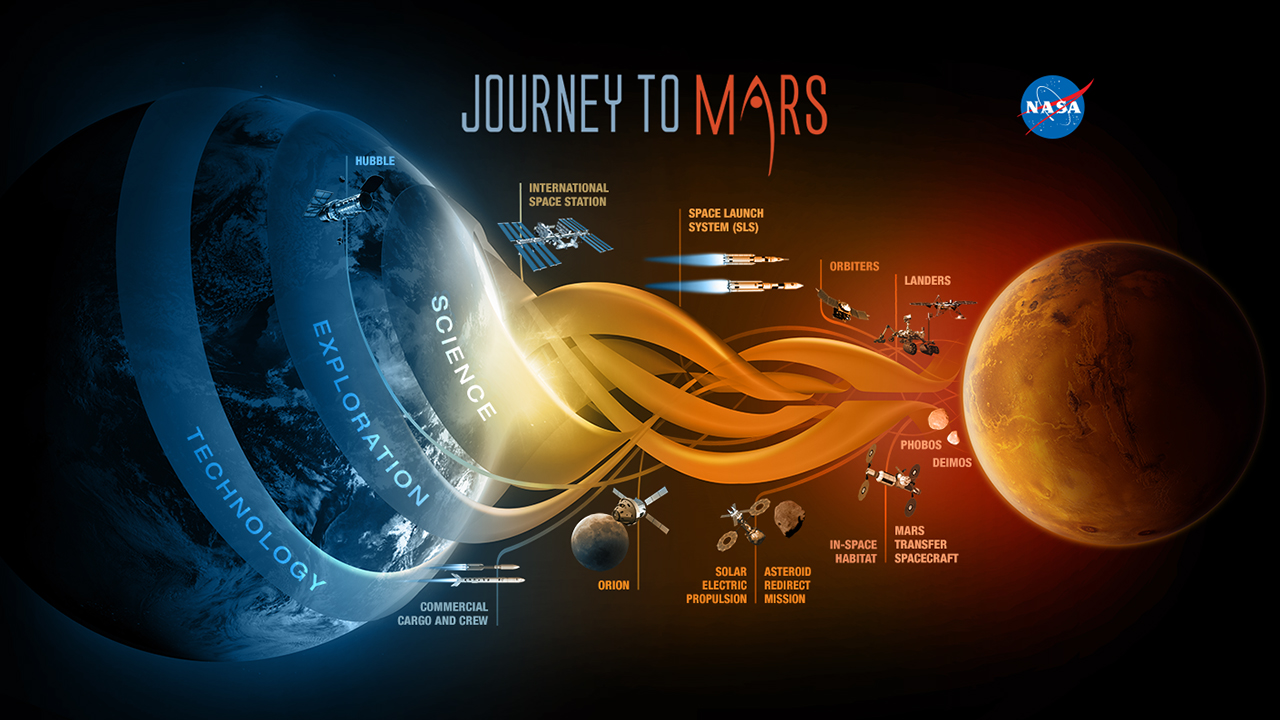
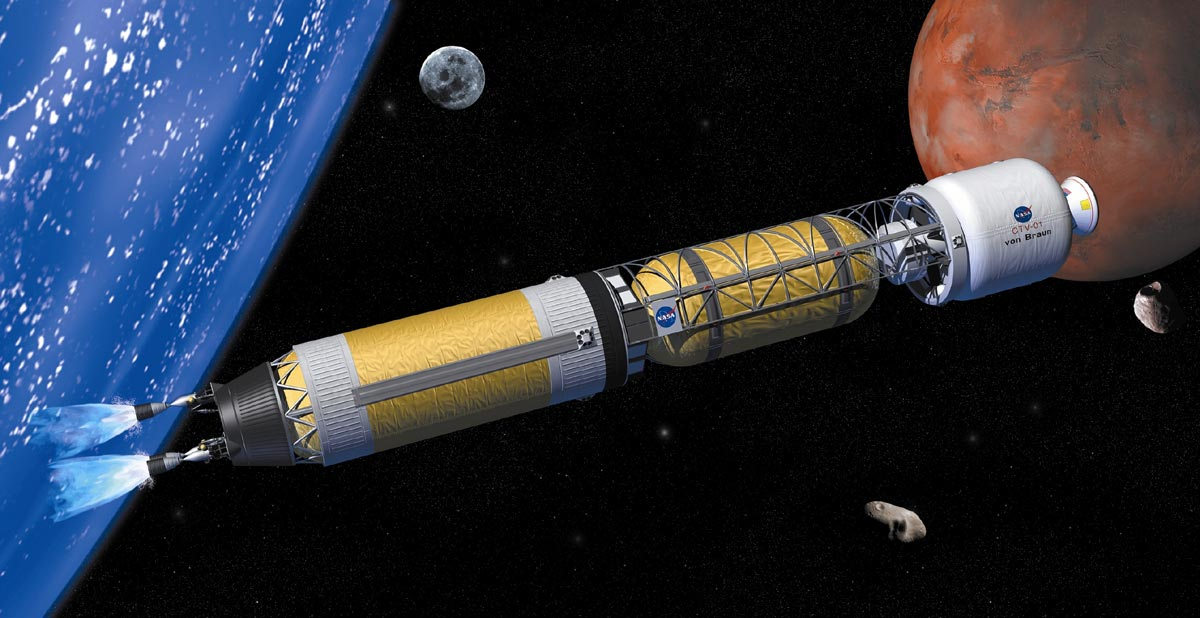
Бімодальна термоядерна ракета на Марсі. Може буди доправлена за допомогою SLS Block 2. Капсула «Оріона» зістикована праворуч
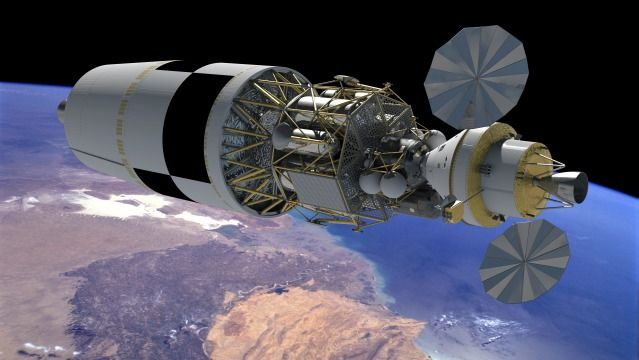
Концепт Earth Departure Stage
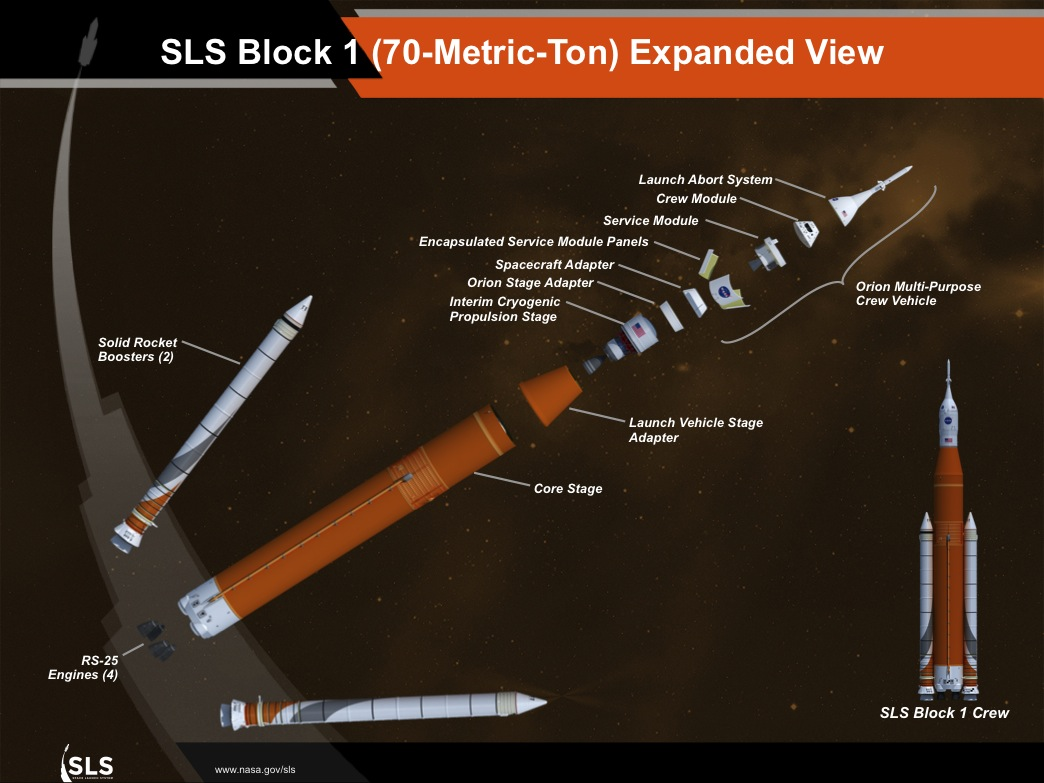
Конструкція SLS Block 1
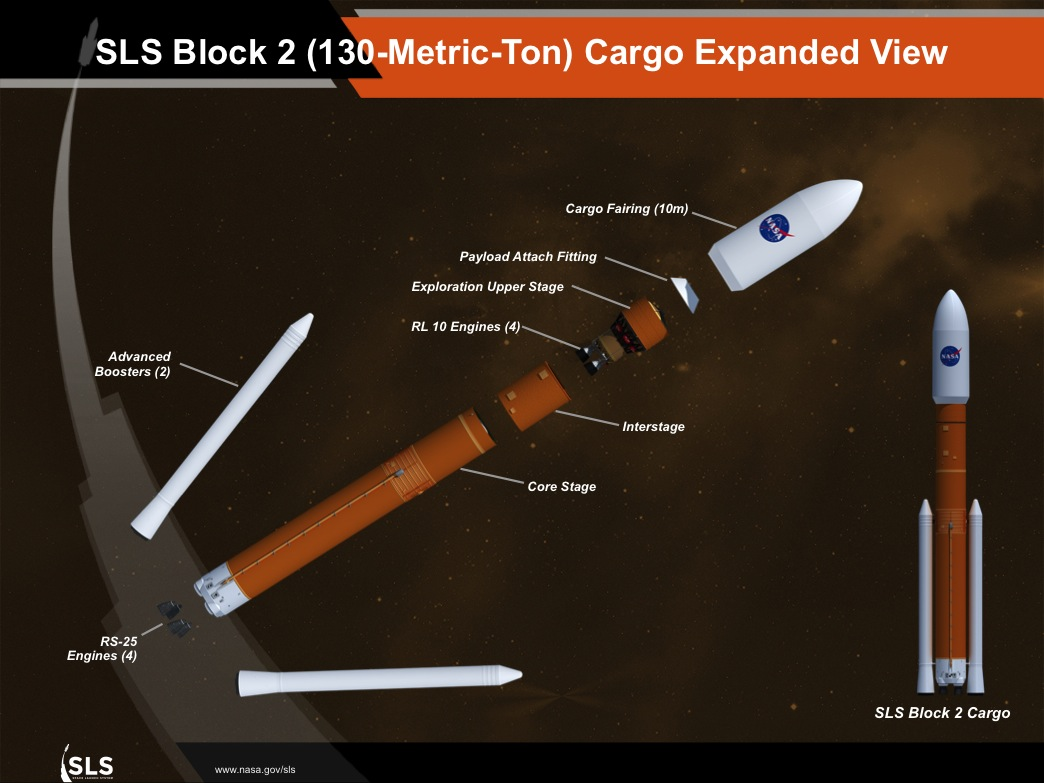
Конструкція SLS Block 2

## Відео
- Тестування твердопаливних прискорювачів Space Launch System
- Запалювання прискорювача Space Launch System